# Juhani Jauhiainen
Jaakko Juhani Jauhiainen, född 12 april 1934 i Helsingfors, är en finländsk arkitekt.
Jauhiainen praktiserade under studietiden hos Alvar Aalto och fortsatte efter arkitektexamen vid Tekniska högskolan i Helsingfors 1961 hos Viljo Revell 1960–1964, efter dennes död som delägare i arkitektbyrån Heikki Castrén & Co 1964 (Castrén-Jauhiainen-Nuuttila 1972–1980, Jauhiainen-Nuuttila 1980–1988 och CJN från och med 1988).
Under Jauhiainens ledning har denna byrå utfört ett flertal synliga projekt i hemlandet; särskilt kan nämnas Städernas hus i Berghäll och kanslihuset i Böle (båda 1982) i Helsingfors, av vilka det sistnämnda med 11 300 m² och 2 500 arbetsplatser torde vara Finlands största ämbetsverkskomplex. Vidare kan nämnas Fortums huvudkontor (1986) och Kägeluddens kontorskomplex i Esbo samt Villmanstrands stadshus.
Jauhiainen hör till de få finländska arkitekter som under 1970-talet satsade på projektexport (inom projektexportföretaget Devecon Oy, där han har varit styrelsemedlem 1974–1982 och sedan 1986), vilket ledde till flera spektakulära byggen utomlands, bland annat staden Ra's Lanuf i Libyen, parlamentsbyggnaden i Sirt i Libyen och Awash Banks huvudkontor i Addis Abeba.